# Cassero Senese (Roccalbegna)
Pour les articles homonymes, voir Cassero Senese.
Le Cassero Senese (en français le Donjon siennois) de Roccalbegna est situé dans la commune du même nom, dans la province de Grosseto en Toscane,.

## Histoire
La fortification, qui surplombe le village, était une petite forteresse, utilisée essentiellement comme tour de guet ; elle constituait le système défensif du centre de Roccalbegna avec la forteresse aldobrandesque située au sommet de l'autre falaise. Elle fut probablement construite au début du XIIIe siècle par les comtes Aldobrandeschi. Au début du XVe siècle, en raison de la perte de son importance stratégique, le donjon, alors propriété de l'État siennois, fut abandonné.
En 1446, les châtelains Domenico d'Andrea et Gherardo di Mariano proposèrent de la restaurer à des fins strictement résidentielles. En 1555, l'État siennois passa sous le grand-duché de Toscane et, en 1565, Roccalbegna fut concédé par le grand-duché aux Sforza du Comté de Santa Fiora. Il resta un fief grand-ducal jusqu'en 1751. Avec l'abolition de tous les fiefs, Roccalbegna reconstitua à nouveau une communauté juridique jusqu'en 1838, date à laquelle elle fut confiée au vicaire royal d'Arcidosso.
En correspondance avec le jardin actuel, composé d'une grande pelouse et de grands arbres, se trouvait un jardin à l'italienne, équipé d'un « petit casino », datant du XVIIe siècle. Il ne reste aucune trace de ce jardin, mais des recherches historiques approfondies suggèrent qu'il ressemblait beaucoup au jardin contemporain relié au complexe palatin de Santa Fiora.

## Galerie

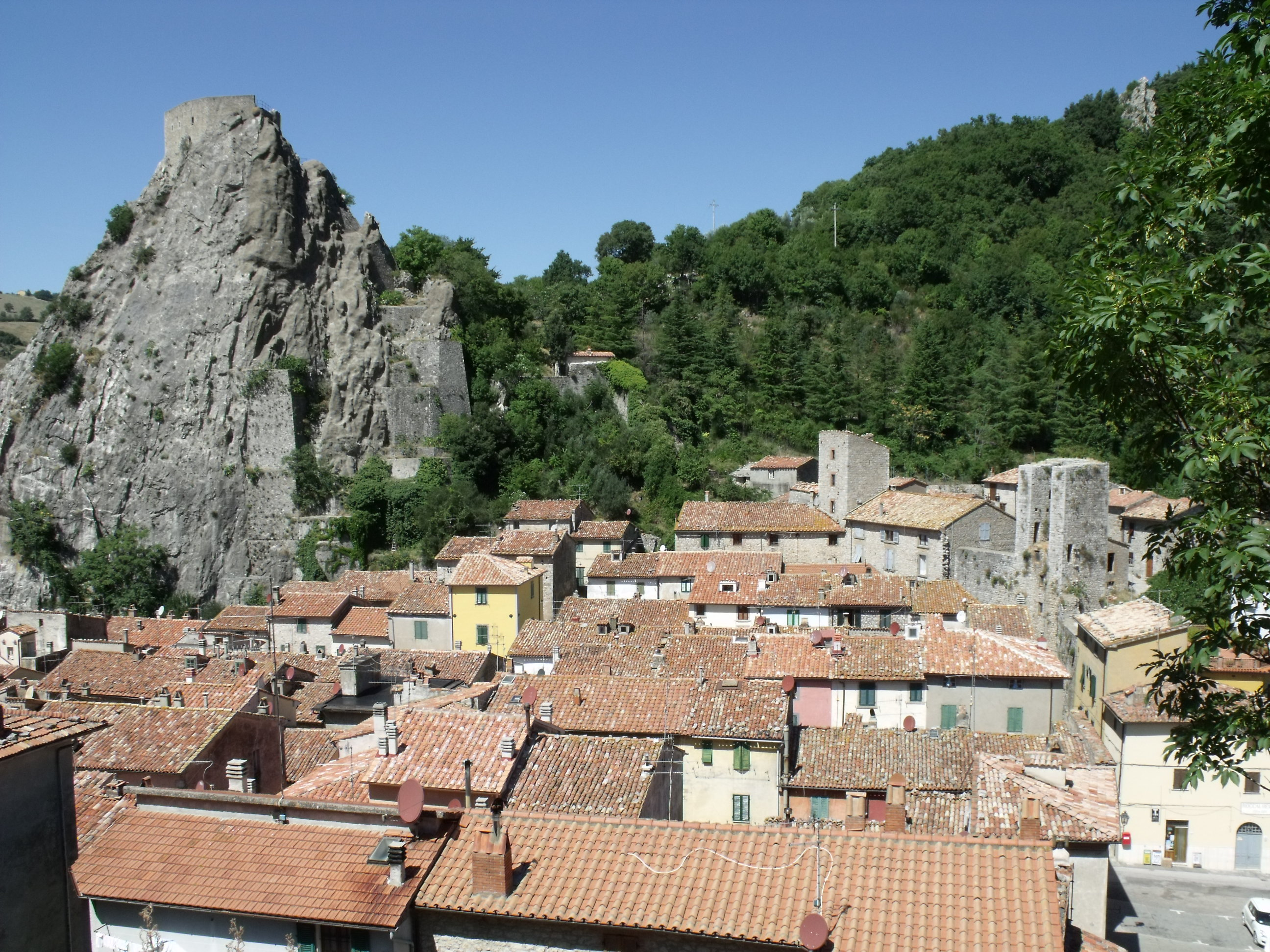
La Rocca Aldobrandesca.
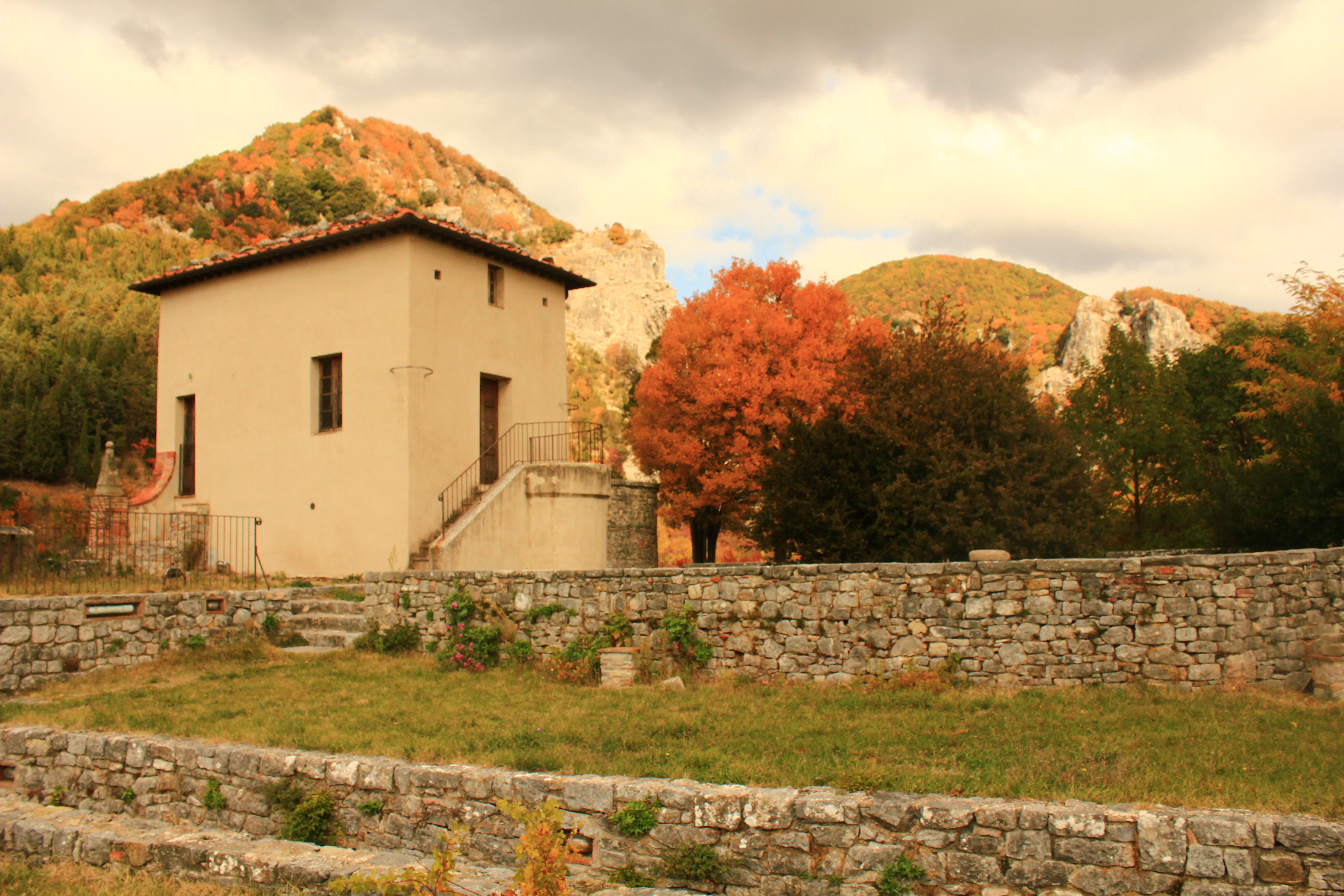
Le Cassero Senese.
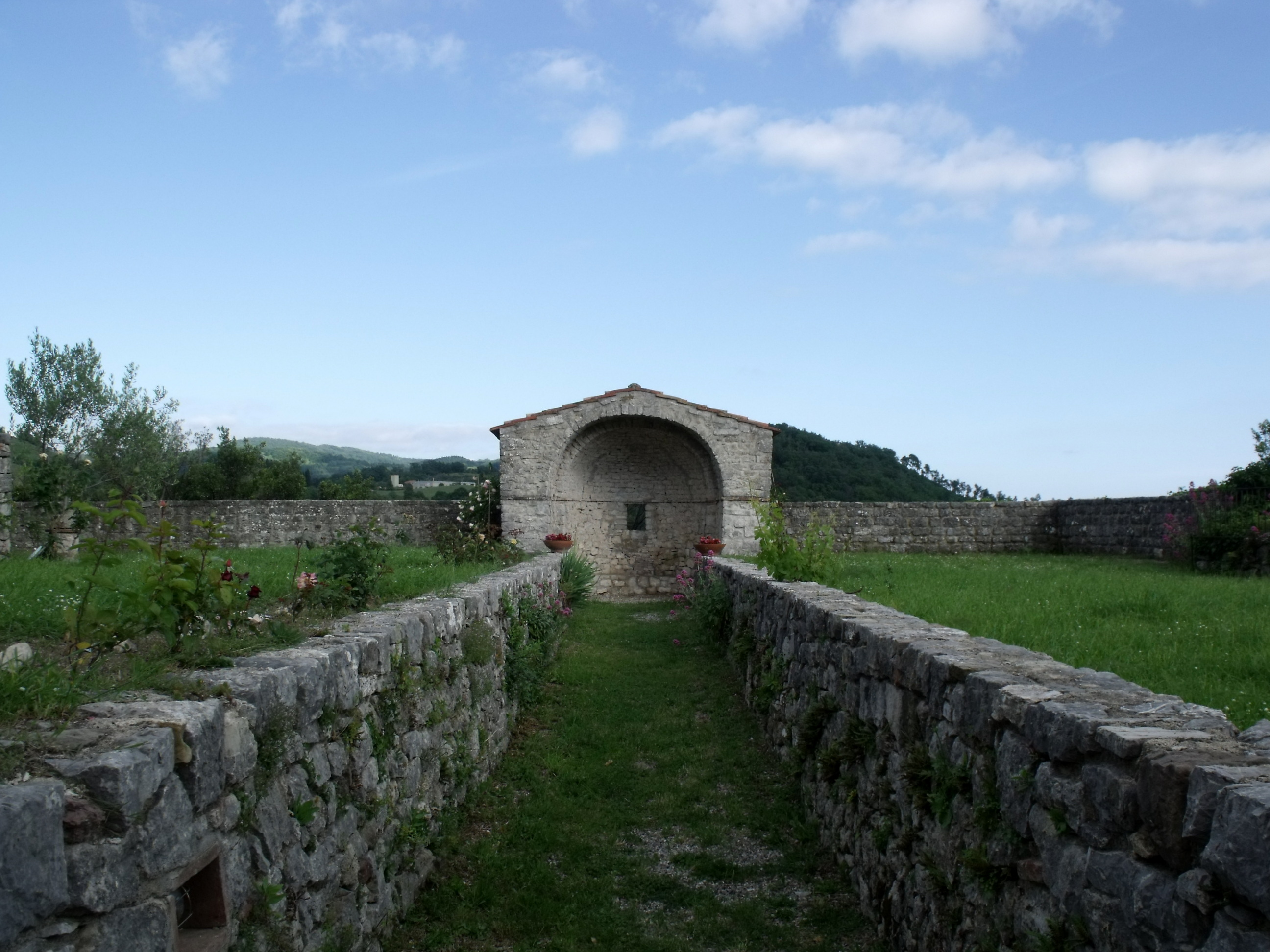
Fortification du Cassero.